# Calan
Calan je velšská hudební skupina. Vznikla v roce 2006, avšak své první vystoupení odehrála až roku 2008 na festivalu Sesiwn Fawr Dolgellau. Čtyři z členů kapely se poprvé setkali ve Švédsku v roce 2005. Své první album nazvané Bling kapela vydala v říjnu roku 2008. O tři roky později vyšlo album Jonah. Třetí deska, nazvaná Dinas, vyšla v roce 2015. Album bylo nominováno na Welsh Music Prize. Všechna alba vydala společnost Sain. Písňové texty kapely jsou zpívány jak v angličtině, tak i ve velštině. V roce 2015 měla skupina odehrát turné ve Spojených státech amerických, ale dvěma členům byl zakázán vstup do země.

## Diskografie
- Bling (2008)
- Jonah (2011)
- Dinas (2015)
- Solomon (2017)